# Konkurs orki
Konkursy orki przeprowadza się na szczeblu gminy, województwa, kraju i świata. Mistrzowie krajowi mogą reprezentować Polskę na Międzynarodowych Konkursach Orki. Oceny wykonania orki dokonuje komisja sędziowska.
Pole przeznaczone na konkurs orki powinno odpowiadać następującym wymaganiom:
- w ukształtowaniu fizycznym poziome, o wyrównanej powierzchni,
- jednolite pod względem glebowym na całym areale, z warstwą orną jednakowej miąższości,
- niezakamienione,
- wysokość ścierni nie może przekraczać 25 cm,
- nie może być zanieczyszczone słomą.

Wielkość działek konkursowych ustala się, przyjmując na jeden korpus płużny 1000 m². Odpowiadają temu poletka o długości 100 m i szerokości po 10 m na każdy korpus. Przepisowa głębokość orki wynosi 24 cm. Prawą połowę działki rozmierza się do orki w zgon, lewą – w rozorywkę. Do wyznaczenia pierwszej bruzdy po prawej stronie działki można posłużyć się tylko trzema tyczkami. Użycie sznurka lub innych przyborów znakujących nie jest dozwolone.
Ocenę wykonania orki przeprowadza się według przyjętych kryteriów, a za każde z nich można przyznać maksymalnie 10 punktów (maksymalna suma punktów = 100):
1. Prostoliniowość, głębokość i dokładność wyorania pierwszej i drugiej bruzdy grzbietu
2. Ukształtowanie powierzchni i jakość grzbietu
3. Jakość pracy pługa
4. Prostoliniowość orki
5. Wygląd zaoranej powierzchni, wykształcenie skiby i równomierność profilu poprzecznego
6. Przykrycie resztek roślinnych
7. Zagłębianie i wyciąganie pługa
8. Szerokość i kształt niezaoranego pasa przed ostatnim przejściem pługa
9. Jakość bruzdy końcowej
10. Zgodność granic orki z bocznymi granicami pola

## Międzynarodowe Konkursy Orki
- 1953 – Kanada, Cobourg, Ontario
- 1954 – Irlandia, Killarney
- 1955 – Szwecja, Uppsala
- 1956 – Anglia, Shillingford, Oxfordshire
- 1957 – USA, Feebles, Ohio
- 1958 – Niemcy, Hohenheim, Stuttgart
- 1959 – Irlandia, Armoy, Antrim
- 1960 – Włochy, Tor Mancina, Rzym
- 1961 – Francja, Grignon, Paryż
- 1962 – Holandia, Dronten, East-Flevoland
- 1963 – Kanada, Caledon, Ontario
- 1964 – Austria, Fuchsenbigl, niedaleko Wiednia
- 1965 – Norwegia, Ringerike
- 1967 – Nowa Zelandia, Christchurch
- 1968 – Zimbabwe, Harare
- 1969 – Jugosławia, Belgrad
- 1970 – Dania, Horsens
- 1971 – Anglia, Taunton, Somerset
- 1972 – USA, Mankato, Minnesota
- 1973 – Irlandia, Wexford
- 1974 – Finlandia, Helsinki
- 1975 – Kanada, Oshawa, Ontario
- 1976 – Szwecja, Bjertorp, Vara
- 1977 – Holandia, Flevohof, Biddinghuizen
- 1978 – Niemcy Wickstadt, niedaleko Friedberg (Hessen)
- 1979 – Irlandia, Limavady
- 1980 – Nowa Zelandia, Christchurch
- 1981 – Irlandia, Wexford
- 1982 – Australia, Longord, Tasmania
- 1983 – Zimbabwe, Harare
- 1984 – Wielka Brytania, Horncastle, Lincolnshire
- 1985 – Dania, Sdr. Naera, Fyn
- 1986 – Kanada, Olds, Alberta
- 1987 – Austria, Marchfeld
- 1988 – USA, Amana, Iowa
- 1989 – Norwegia, Kleppe
- 1990 – Holandia, Zeewolde, Flevoland
- 1991 – Irlandia, Myroe, Limavady
- 1992 – Hiszpania, Albacete
- 1993 – Szwecja, Vastraby Gard, Helsingborg
- 1994 – Nowa Zelandia, Outram
- 1995 – Kenia, Egerton University, Njoro
- 1996 – Irlandia, Oak Park, Carlow
- 1997 – Australia, Geelong, Wiktoria
- 1998 – Niemcy, Altheim/Landshut
- 1999 – Francja, Pomacle
- 2000 – Anglia, Lincoln
- 2001 – Dania, Eskjar
- 2002 – Szwajcaria, Bellechasse
- 2003 – Kanada, Guelph, Ontario
- 2004 – Irlandia, Ballykelly, Limavady
- 2005 – Czechy, Praga
- 2006 – Irlandia, Tullow, Carlow
- 2007 – Litwa, Kowno
- 2008 – Austria, zamek Grafenegg koło Krems an der Donau
- 2009 – Słowenia, Moravske Toplice
- 2010 – Nowa Zelandia, Methven
- 2011 – Szwecja, Lindevad
- 2012 – Chorwacja, Biograd na Moru
- 2013 – Kanada, Olds
- 2014 – Francja, Bordeaux
- 2015 – Dania
- 2016 – Anglia
- 2017 – Kenia
- 2018 – Niemcy
- 2019 – USA
- 2020 – konkurs przełożony
- 2021 – Irlandia, Ratheniska
- 2022 – Irlandia, Ratheniska
- 2023 – Irlandia, Ratheniska
- 2024 – Estonia
- 2025 – Macedonia Północna
- 2026 – Norwegia
- 2027 – Czechy
- 2028 – Słowenia
- 2029 – Chorwacja
- 2030 – Nowa Zelandia

## Rekord świata w orce
- Zaorana powierzchnia w ciągu doby: 321,17 ha
- Lokalizacja: Commensacq, Francja
- Ciągnik: Case IH STX 500 Quad track o mocy 500 KM
- Pług: zaczepiany 20-skibowy firmy Gregoire-Besson
- Szerokość robocza pługa: 10,5 m
- Średnia prędkość orki: 12,8 km/h
- Głębokość orki: 28,4 cm
- Wydajność na godzinę: 13,38 ha
- Czas potrzebny na zaoranie 1 ha: 4,5 min/ha
- Całkowite zużycie paliwa: 2722 l
- Zużycie paliwa na 1 ha: 8,48 l/ha